# Conus genuanus
Conus genuanus é uma espécie de gastrópode do gênero Conus, pertencente a família Conidae.

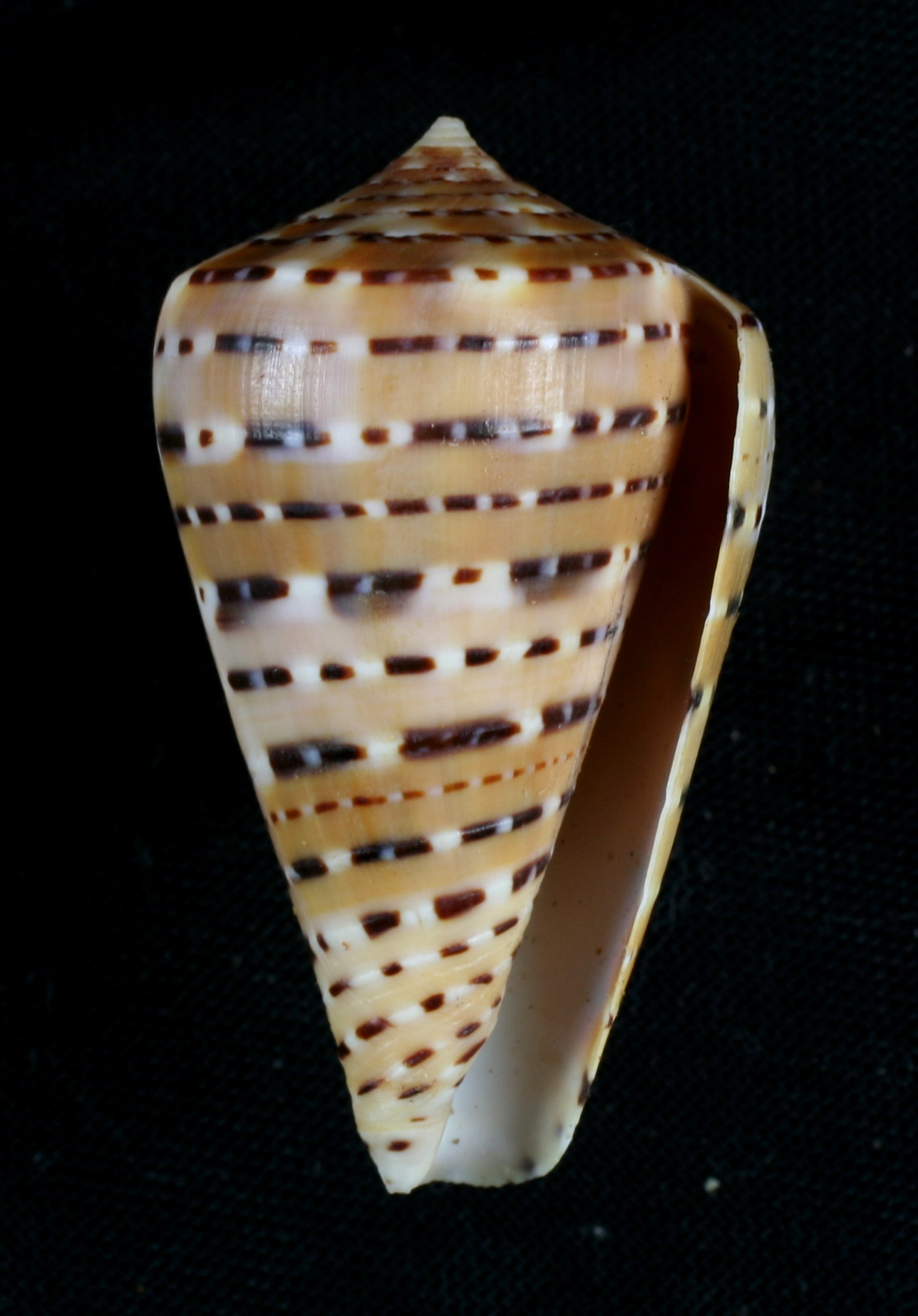
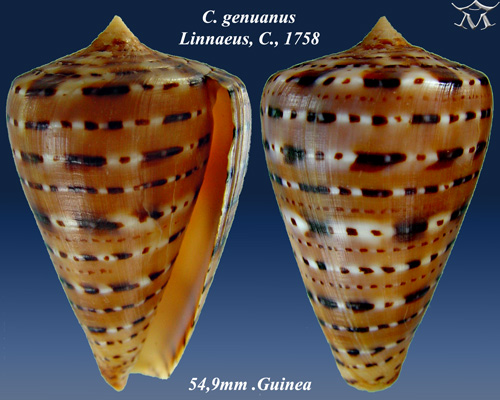
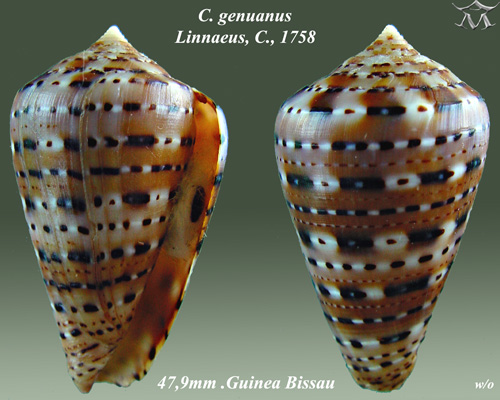
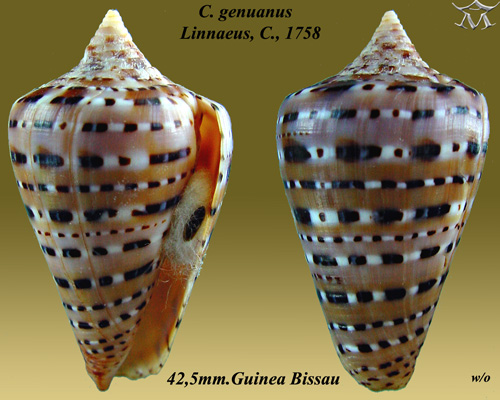
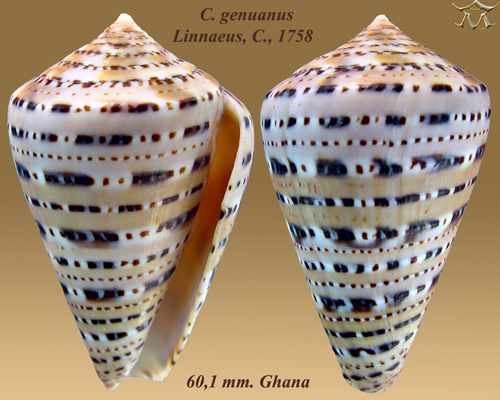